# Köcski Sándor
Köcski Sándor comes, az Anjou-kor kezdetén kialakuló új arisztokrácia egyik jelentős alakja. Károly Róbert harmadik országbírója. A korabeli iratokban Alexander , vagy Alexandri de Kuchk-ként szerepel.

## Származása, rokonai
Előnevét a Vas vármegyei Köcskről (Kuchk) kapta. Címere alapján a Héder nemzetségből való származása valószínűsíthető - címere a nemzetség Németújvári és Hédervári ágának címerével is jó egyezést mutat. Birtokainak fekvése alapján inkább a Németújvári (Kőszegi) ághoz tartozhatott. Pór Antal szerint apja Sándor comes, anyja Venusz asszony, nagyanyja Káldi Dominika volt — Káld Köcskkel szomszédos település.
Nővére révén az ugyancsak Vas megyei Nádasd nemzetség (Nadasth) gelsei (más források szerint: gersei) ágával került rokonságba. Sógora az a Gelsei László (Gersei László) volt, akinek családját az 1310-es évek közepén pártállása miatt Kőszegi II. János kiirtatta (gelsei hatalmaskodás, más források szerint: gersei hatalmaskodás). Nővérének lányát Gelsei Margitot, (Gersei) Magyar Pál, a későbbi maior tuarnicorum regis vett feleségül.
Atyai nagybátyja Tamás, akinek fia Köcski Kacsó (Kachow) Miklós és unokája, Tamás a későbbi iratokban örököseiként szerepelnek.

A Nagymartoni családból nősült: Bajóti Simon (Bayoth) Klára lányát vette feleségül. Sógorai Pál és Lőrinc közül Nagymartoni Pál követte őt az országbíró székében.

Fia, György utódok nélkül halt meg 1361-ben.

## Élete, pályafutása
Károly Róbert első magyarországi évtizedében (1301-1310) még nem találkozunk Köcski Sándor nevével. Az ország nyugati szélén ebben az időszakban szilárd volt a Kőszegiek tartományúri hatalma, és ők III. András magyar király halála után a csehországi Vencel, majd Ottó bajor herceg trónigényét támogatták. 

Kőszegi Henrik családja nevében 1309. június 4-én Gentilis bíboros előtt formális hűségesküt tett Károly Róbertnek, a gyakorlatban azonban semmiben nem engedett neki.

Az 1310-es évek elején hagyta el a Kőszegiek famíliáját Köcski és vele nagyjából egy időben az Osl nemzetség egyik ágaként a későbbi Kanizsai család, valamint a Nagymartoni család. Ez a csoport jelentős érdemeket szerzett az ország nyugati szélén a tartományúri hatalom letörésében — előbb azonban a király mellé álló Köcski Sándor és rokonainak birtokait a Kőszegiek feldúlták.

Köcski nevével először egy 1309-es birtokvásárlásról szóló, a vasvári káptalan pecsétjével hitelesített oklevélben találkozhatunk.

1318 elején Köcski Sándor már a király szentmártoni várnagya volt. Ekkor I. Károlytól kárpótlásul megkapta a harcban elesett hűtlen Zook fia Pál Sebes (Sebus), Takács (Takach) és Egered Sopron és Győr megyékben lévő birtokait. 

1319 elején Milutin szerb király betört a macsói bánságba, ahol elfoglalta Macsó várát és a bánság erősségeit. Visszaszorítására Károly Róbert Gutkeled Miklós (Felsőlendvai Miklós) soproni ispánt küldte a bánságba a dunántúli és délvidéki megyék csapataival. A szerb hadjáratban Köcski Sándor jelentős érdemeket szerzett, Macsó várának visszavétele közben a várból leomló kövek meg is sebesítették.

A Délvidékről visszatérő Gutkeled Miklós és Köcski Sándor, Osl Lőrinc és más királypártiak a garázdálkodó Kőszegiektől vissza-, illetve elfoglalták Kabold, Kőszeg, Pölöske, Kanizsa és Kapronca várát. A Kőszegiekre és az őket támogató osztrák főurakra 1319-ben  Szalafőnél mért döntő vereséget. 

Károly Róbert 1322 szeptemberében Köcski Sándor parancsnoksága alatt mintegy hétezer magyar lovast és kétezer kun lovasíjászt küldött a német-római császári címért döntő hadjáratra induló Frigyes osztrák herceg támogatására. A Passaunál egyesült sereg szeptember 28-án Mühldorf mellett ütközött meg a késedelmesen felvonuló bajor-cseh haddal. A csatát eredményesen kezdte a magyar segédhad, de a hadvezetés későbbi hibái miatt Lajos bajor király teljes győzelmét eredményezték. A mühldorfi csatában mindkét fél jelentős (több mint ezer fős) veszteséget szenvedett, ebből a magyar segédhad vesztesége hatvan–nyolcvan fő lehetett.
1323-ban I. Károly, Köcski Sándornak hősi tetteiért a győr megyei Nagyécs (Nogech) és Pázmánd (Paznan) birtokokat adományozza. Az adománylevél Köcski Sándornak Macsó, Kőszeg és Mühldorfnál szerzett érdemeit, szolgálatát, illetve kiadásait emeli ki. A szeptemberi parancs folytán kiküldött királyi ember és a győri káptalan által meghatárolt birtokok megerősítése 1323. október 31-én történt. 

Azonos keltezéssel kiadott oklevélben Károly Róbert Nagyécs és Pázmánd határában lévő királyi és várszolga valamint egyéb kötelezettségű népek földjeit is Köcski Sándornak adományozza. 

A király Hermány nembeli Lampert halála után, valamikor 1324. szeptember 26. és október 3. között nevezte ki országbíróvá. E tisztségében elődjétől eltérően nem a „mester” címet használta, hanem „Sándor ispán (comes), a király úr udvarának a bírája” illetve ünnepélyes esetekben a „Sándor ispán (comes), a legfényességesebb és híres fejedelem, Károly úr, Magyarország királya udvarának a bírája” megnevezést. Szűk négy évig - haláláig - viselte a hivatalt, ez időből 141 oklevél maradt ránk. Amint ezekből kikövetkeztethető, a XIV. század első negyedének kaotikus viszonyai után sikeresen hangolta össze tevékenységét a királyi kancelláriával. Bírói illetékessége már kezdettől fogva az egész országra kiterjedt. Minden hivatalos oklevelét Visegrádról keltezte. Ki: "Isten kegyelméből és a király akaratából Magyarország legfőbb bírói méltóságát rendes úton elnyervén, szoros kötelességének ismeri személyi válogatás nélkül mindenkit jogában megoltalmazni".
Mint országbíró honor-ként Beszterce és más Vág melletti várak várnagyi tisztét is elnyerte, amelyek őt követően még hosszabb ideig állandó országbírói honorrá váltak.

1325-ben megvásárolta Zeerki Tamás comes nagyécsi birtokrészét, melyen udvarházat építtet. 

1325 végén I. Károly nekiadta az örökösök nélkül elhunyt Csák Demeter bán Pápoc (Papuch), Ekl (Elk), Csatabér földe (Chataberfeulde) Vas megyei és a Rábaközben lévő két Páli (Pauli) nevű birtokát. 

Az 1326-ban ismét lázadó Kőszegiek visszaszorításában újabb érdemeket szerzett: sikerült kikényszerítenie a lázadók négy erősségének — Sárvár, Újvár és a két kőszegi vár — átadását és a lázadók fejének, Kőszegi II. Jánosnak a király engedelmességre térítését. Személyes elégtételként Vas vármegye ispánja és Sárvár várnagya lett.

Még 1326-ban szolgálatuk elismeréséül a zászlója alá szegődött Sári Ehellős fiainak Miklósnak és Mihálynak Sár melletti birtokát Mihályföldét (Myhalfelde) ajándékozta. 

1327. augusztus 29-én I. Károly, Köcski Sándor országbíró Pápoc, Ekl, Csatabérfölde, Miklósfalva, Somlyó, Zsédeny, Miske, két Páli, Sebes, Takács, Egered, Écs, Pázmánd, Köcsk és Ukk birtokaira saját kérésére - a király által elrendelt és a kiküldött királyi ember, valamint a győri káptalan által lefolytatott vizsgálat alapján - birtokmegerősítő oklevelet állított ki. Az oklevél Köcski Sándornak és örököseinek jogot adott a birtokok feletti teljes rendelkezésre, egyúttal vízjogot adott a Rábán és a Mezőrábán — mint királyi birtokon — malmok építésére. 

Ez év végén (december 10-én ) már mint Vas megyei főispánt a király ismételten megerősítette Sebes, Takácsi, Egered birtokában. Ezen megerősítés Köcski Sándornak Zalafő (Zalafeu), Sárvár (Saruuar), Újvár (Wyuar) és Kőszegnél (Kethkwzegh) szerzett érdemeit emeli ki.

1327 december 21-én Erzsébet királyné Köcski Sándornak adományozta Pázmánd királynéi népek által lakott részeit. 

Az év végén már nagy betegen — többek között László kalocsai érsek, Nekcsei Demeter tárnokmester, Micsk szlavón bán — küldöttek előtt végrendelkezett, és rendelkezéseinek végrehajtásával György fiát bízta meg.

A következő év elején halt meg - 1328. január 25-én még ő volt az országbíró, de február 19-én már biztosan nem.

Birtokait még betegsége előtt felerészben nővére lányának, Gelsei Margitnak adta zálogba. Vagyonát fiára és unokatestvérére, Miklósra hagyta.

Feleségének hitbér- és jegyajándékáról Károly Róbert 1328. február 19-én állított ki bizonyítványt.